# Carrollton (Illinois)
Carrollton – miasto w Stanach Zjednoczonych, w stanie Illinois, w hrabstwie Greene. Miasto jest stolicą hrabstwa Greene. Według spisu z 2000 miasto zamieszkuje 2605 osób. W 2023 liczba mieszkańców spadła do 2394 osób, a gęstość zaludnienia poniżej 557 osób/km².

## Geografia
Miasto zajmuje powierzchnię 4,3 km², całą powierzchnię stanowi ląd.

## Demografia
Według spisu z 2000 roku miasto zamieszkuje 2 605 osób skupionych w 1 077 gospodarstwach domowych, tworzących 724 rodzin. Gęstość zaludnienia wynosi 602,3 osoby/km². W mieście znajdują się 1 175 budynki mieszkalne, a ich gęstość występowania wynosi 271,7 mieszkania/km². Miasto zamieszkuje 98,77% ludności białej, 0,04% Afroamerykanów, 0,23% rdzennych Amerykanów, 0,31% Azjatów, 0,08% mieszkańców Pacyfiku, 0,19% ludności innej rasy, 0,38% ludności wywodzącej się z dwóch lub więcej ras. Hiszpanie lub Latynosi stanowią 0,5%.
W mieście są 1 077 gospodarstwa domowe, w których 31,1% stanowią dzieci poniżej 18 roku życia żyjących z rodzicami, 53,7% stanowią małżeństwa, 9,8% stanowią kobiety nie posiadające męża oraz 32,7% stanowią osoby samotne. 29,9% wszystkich gospodarstw domowych składa się z jednej osoby oraz 17,6% żyjących samotnie ma powyżej 65 roku życia. Średnia wielkość gospodarstwa domowego wynosi 2,36 osoby, natomiast rodziny 2,92 osoby.
Przedział wiekowy kształtuje się następująco: 23,7% stanowią osoby poniżej 18 roku życia, 8,2% stanowią osoby pomiędzy 18 a 24 rokiem życia, 24,3% stanowią osoby pomiędzy 25 a 44 rokiem życia, 22,1% stanowią osoby pomiędzy 45 a 64 rokiem życia oraz 21,7% stanowią osoby powyżej 65 roku życia. Średni wiek wynosi 40 lat. Na każde 100 kobiet przypada 88 mężczyzn. Na każde 100 kobiet powyżej 18 roku życia przypada 83,8 mężczyzn.
Średni dochód dla gospodarstwa domowego wynosi 30 154 dolarów, a dla rodziny wynosi 37 368 dolarów. Dochody mężczyzn wynoszą średnio 33 194 dolarów, a kobiet 19 211 dolarów. Średni dochód na osobę w mieście wynosi 16 340 dolarów. Około 6,4% rodzin i 9% populacji miasta żyje poniżej minimum socjalnego, z czego 13,7% jest poniżej 18 roku życia i 8,2% powyżej 65 roku życia.

## Znani ludzie
- Karen Allen
- Henry T. Rainey
- Marcus Reno